# Estat sobirà
Un Estat sobirà, en el dret internacional, és una entitat política representada per un govern centralitzat que té sobirania en una àrea geogràfica. El dret internacional defineix els estats sobirans com aquells que tenen una població permanent, amb un territori definit, un únic govern i la capacitat per tenir relacions internacionals amb altres estats. Normalment, s'entén que un estat sobirà no depèn ni està sotmès a cap altre poder o estat.
Segons la teoria declarativa de l'estat, un estat sobirà pot existir sense ser reconegut per altres estats sobirans. Els estats no reconeguts sovint tenen dificultats per exercir plens poders per fer tractats o per iniciar relacions diplomàtiques amb altres estats sobirans.

## Etimologia i definició
Segons el diccionari de l'Institut d'Estudis Catalans l'estat és la "formació social històrica, organitzada com a unitat política amb característiques pròpies". Ací l'adjectiu "sobirà" vol donar-nos la noció d'independència, de lliure decisió sense retre comptes a cap més.
Els estats contemporanis es defineixen per:
- una població permanent
- un territori determinat
- un govern sobirà
- capacitat del govern a entrar en relació amb altres estats

Tot període de la història comprès, l'estat es materialitza per un governant, normalment un home degut a tota una tradició patriarcal que s'hereva de l'Edat antiga. Per sota seu, sigui o no escollit democràticament, hi ha ministres, també anomenats consellers. Cadascú representa una carpeta sobre el despatx, és a dir, un tema a controlar per tal de poder gestionar l'estat. Pot ser economia, la salut, la defensa de l'estat, etc. A la mitologia grega, cadascun d'aquests ministeris hi té associada una musa, que després es va traduir a l'escultura en unes divinitats amb atributs.
Tot seguit, es desgrana una piràmide per sota de cada ministeri amb funcionaris que reparteixen les tasques en funció de la divisó del treball. Amb la Il·lustració, el poder queda dividit en tres parts, per tal d'assegurar-se un repartiment just de la vida política. El legislatiu, el judicial i l'executiu s'administren tots sols, que vol dir que cadascun construeix la seva pròpia piràmides de funcionaris.
A tot plegat s'anomena estat. Aquesta burocràcia es dona de forma molt pronunciada a la Xina, tot i que també en trobem a l'Egipte antic o a l'antiga Mesopotàmia.

### Relació estat-govern
Tot i que els termes "Estat" i "govern" s'empren ben sovint indistintament, el dret internacional distingeix entre l'entitat estatal i el seu govern. Els Estats són entitats jurídiques immaterials i, tècnicament, no es corresponen a cap tipus d'organització. Normalment, però, només el govern d'un Estat pot adquirir compromisos en nom seu, com, per exemple, en el cas dels tractats internacionals.

### Caracterització ontològica de l'estat
La caracterització ontològica de l'estat és un tema de debat filosòfic recurrent, especialment al si mateix de l'estat, una entitat immaterial que ningú pot tocar o veure, perquè realment no existeix.

#### L'estat com a entitat gairebé abstracta
S'ha argumentat que una raó potencial de la controvèrsia que envolta l'existència dels estats és el fet de no tenir cap lloc clar a la tradició dualista platònica sobre allò concret i abstracte. Més específicament, els objectes concrets són els qui posseeixen una posició a l'espai com al temps (i que manca als estats, perquè malgrat que els seus territoris tinguin una ubicació espacial, els estats no són pas l'equivalent al seu territori); i els objectes abstractes són els qui no tenen posició ni a l'espai, ni al temps (els estats tenen una posició de temps, perquè poden ser creats en un moment determinat i desaparèixer en un temps futur). Els objectes abstractes són tot del tot intrínsecament no-casuals, i això tampoc no és una de les característiques de l'estat, a partir del fet que poden actuar al món real i provocar o causar alguns esdeveniments (encara i així, és únicament mitjançant les accions que duen a terme els seus representants).
Per tot plegat s'ha raonat que els estats pertanyen a una tercera categoria, "gairebé abstracta", concepte que lliga amb l'àrea filosòfica de la documentalitat, una teoria ontològica que analitza la funció dels documents amb la fi d'entendre la realitat social. Els objectes gairebé abstractes, com els estats, poden ser entesos mitjançant els seus actes documentals, i poden igualment ser manipulables, tal com succeeix en assumptes derivats de les obligacions que generen els tractes, fins i tot quan desapareix la documentació degut a una guerra.
Els experts en relacions internacionals es divideixen en dues escoles diferents quant a l'opinió que genera la caracterització ontològica de l'estat: 
- els realistes
- els pluralistes

Els realistes sostenen que el món és el primer dels estats i, que les relacions internacionals i la identitat de l'estat, es defineixen abans que no pas les relacions internacionals ho fan amb els altres estats. D'altra banda, els pluralistes troben que l'estat no és pas l'únic actor de les interaccions i les relacions internacionals entre estats, de forma que l'estat competeix contra alguns altres més actors.

#### L'estat com a "entitat espiritual"
Una altra teoria sobre l'ontologia de l'estat és la que sosté que es tracta d'una entitat espiritual o "entitat mística" amb ésser propi, diferent a la trobada en alguns altres membres de l'estat. El filòsof idealista alemany Georg Hegel /1770-1831) va ser en aquest sentit el més important, potser, defensor d'aquesta teoria. La definició hegeliana de l'estat és: "la idea divina tal com existeix a la terra".

### Organització política de l'estat
Existeixen dues formes d'estat: 
- La monarquia és la forma d'estat en què el cap d'estat és un monarca (rei, emperador, etc.), de manera que el càrrec és hereditari dins la família. En una monarquia absoluta el poder, d'"origen diví", resideix en el monarca. En una monarquia parlamentària el rei està sotmès a la llei, aprovada pel Parlament, representació de la sobirania nacional, la qual resideix en el poble. Una monarquia constitucional és aquella en què el rei deu obediència a la constitució.
- La república és la forma d'estat en què el poder resideix en el poble, que elegeix un president per sufragi directe o indirecte (elecció parlamentària, o bé a través de compromissaris).

Independentment de la forma d'estat, el règim polític pot ésser una democràcia o una dictadura. En les democràcies hi ha partits polítics que representen diferents ideologies, interessos o grups socials. En les dictadures el poder recau en una sola persona, o en una oligarquia, que apliquen la censura i la repressió política.

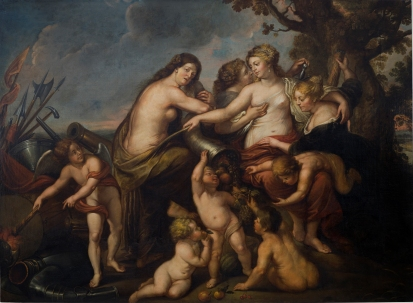
Al·legoria de la Pau i la felicitat de l'Estat. La Pau era la conseqüència lògica de la justícia i el bon govern i es lligava amb el concepte de florir i fer fructificar un Estat. Obra conservada a la Biblioteca Museu Víctor Balaguer

L'estat modern té tres poders: el poder legislatiu, que elabora i aprova les lleis; el poder executiu, que les aplica i que dirigeix l'administració; i el poder judicial, que interpreta les lleis i en castiga els infractors. Aquesta separació de poders fou elaborada per Montesquieu al seu L'Esprit des lois.

#### Extinció, desintegració o desaparició de l'estat
Generalment, els Estats són entitats permanents, malgrat que sigui possible fer-los desaparèixer, vulgui ser voluntàriament o per la imposició de forces exteriors, com en el cas de les conquestes militars. Atès que els estats no són entitats jurídiques físiques, la seva extinció no es pot dur a terme mitjançant l'ús exclusiu de la força física. A la pràctica, abolir un Estat requereix un seguit d'actes judicials i socials.

### Simbologia de l'estat
L'estat s'ha anat dotant amb el ròssec del temps d'una simbologia i d'un protocol que ha estat alterat segons el període, la ubicació i el passat polític.
Un símbol recurrent actualment és la bandera, el blasó, el lema i l'himne. Ben sovint són símbols que provenen de l'Edat mitjana, sobretot pel que fa Europa, i van carregats de significat.
Els protocols són en aquest sentit una pràctica que va estretament relacionada amb l'estat i la religió, i que es manifesten ben aviat, a Egipte, la Xina, el Japó o Mesopotàmia mateix.
Part de la simbologia havia de servir com a forma d'identificació d'un sobirà, és a dir, com a manera de donar credibilitat, veracitat a la signatura d'un monarca. Avui la simbologia identifica més que no dona veracitat. Altres formes han anat substituït les maneres de fer antigament per reconèixer l'estat.

## Classificació

### Tipus d'estat

#### Segons l'estructura interna
Una primera classificació dels estats fa referència a llur estructura, amb què es distingeix entre estats unitaris, d'una banda, i, de l'altra, estats d'estructura complexa, que consisteixen, generalment, en federacions o en confederacions, així com en altres tipus intermedis.
- L'estat federal és la unió d'un nombre específic de territoris amb personalitat jurídica pròpia (estats federats, regions autònomes, etc.) units en un estat comú i amb institucions "federals" supremes i comunes a tots. En una federació, l'estatus autònom dels estats federats o regions autònomes que la constitueixen, normalment és establert constitucionalment i no pot ser alterat per decisió unilateral del govern central. Les federacions es conformen usualment per acord entre els estats i/o regions, encara que generalment no gaudeixen del dret a la secessió de manera unilateral; la sobirania, en darrera instància, resideix en el conjunt i no en les parts. L'estructura constitucional d'una federació es coneix com a federalisme. Sovint s'aplica a estats multinacionals, com a forma de reconeixement d'aquesta multinacionalitat (com fou el cas de la Unió de Repúbliques Socialistes Soviètiques); però també pot respondre a una filosofia d'autogovern popular al si d'un estat que es considera mononacional (com ara els Estats Units d'Amèrica), o a una combinació d'ambdós motius a què se suma una llarga tradició històrica (cas de Suïssa).

- La Confederació és un estat format per acord entre estats independents i sobirans que pacten cedir part de la sobirania a les institucions comunes, tot conservant cadascun la sobirania sobre el propi territori i, sovint, forces armades i política exterior pròpies, així com el dret a abandonar la Confederació unilateralment; en la Confederació, la sobirania, en darrera instància, resideix en les parts i no pas en el conjunt. Actualment no existeix cap confederació pròpiament dita (tot i que el mot figura en la denominació oficial d'algun estat, com Suïssa), de manera que avui es tracta d'una possibilitat teòrica. Àustria-Hongria tenia força trets confederals; la fundació de l'URSS partí d'una filosofia més o menys confederalista.

- L'estat unitari, o estat centralitzat, és aquell estat governat constitucionalment com una sola unitat, sovint amb només una assemblea legislativa, només un sistema judicial de què formen part les estructures judicials locals, i només una constitució. El poder polític del govern en aquests estats pot ser transferit a nivells inferiors, a les assemblees regionals o locals, als governadors o als batlles per mitjà d'un procés de descentralització, però el poder central conserva el dret de revocar qualsevol poder delegat. La majoria dels estats del món són estats unitaris. Atès que el poder executiu recau en la totalitat o majoritàriament sobre el govern central, el sistema de govern dels estats unitaris sovint es coneix com a centralisme. En el sentit més pur, tanmateix, tots els estats del món exhibeixen un grau relatiu de centralisme o una convergència del poder cap al govern central. L'extrem més radical del centralisme és la dictadura, en què totes les decisions de govern, de l'estat o de les regions que el constitueixen, són preses per una sola autoritat.

- La ciutat-estat

#### Segons la capacitat d'obrar a l'exterior
El dret internacional dona també una altra classificació dels estats segons la seva capacitat d'obrar en les relacions internacionals:
1. D'una banda hi ha els estats amb plena capacitat d'obrar, és a dir, que poden exercir totes les seves capacitats com a estat sobirà i independent. En aquest cas es troben gairebé tots els estats del món.
2. D'altra banda es troben aquells estats amb limitacions en la seva capacitat d'obrar per distintes qüestions.

Així, dintre d'aquesta tipologia es pot observar, al seu torn, una segona classificació d'aquests:
- Estats neutrals són aquells que s'abstenen de participar en conflictes internacionals. Aquesta neutralitat s'ha anat adaptant en funció de:

1. si posseeix neutralitat absoluta per disposició constitucional. És el cas de Suïssa. També Suècia entre 1807 i 1993 va mantenir una neutralitat absoluta en assumptes internacionals.
2. si és un estat neutralitzat. Són estats neutrals respecte d'algú i d'alguna cosa concreta. És una neutralitat imposada per un tractat internacional, una disposició constitucional o per sanció internacional. Va ser el cas d'Àustria, que en 1956, després de la retirada de les forces ocupants de França, Regne Unit, Estats Units i l'URSS, hi van redactar una constitució on es va disposar que Àustria havia de ser neutral respecte a les quatre potències signants.

- Estat sobirà que renuncia a exercir les seves competències internacionals. Són estats dependents en matèries de relacions internacionals. Sol ser el cas de microestats que cedeixen les relacions internacionals a un tercer estat, bé circumdant, bé amb els quals mantinga bones relacions. És el cas de San Marino, que encomana les relacions internacionals a Itàlia; de Liechtenstein, que les cedeix a Suïssa, o Mònaco a França.

- Estat lliure associat. És un estat independent però en el qual un tercer estat assumeix una part de les seves competències exteriors, així com altres matèries tals com la defensa, l'economia o la representació diplomàtica i consular. És el cas de Puerto Rico respecte als Estats Units.

- Estats sota administració fiduciària. Són una espècie d'estat tutelat d'una forma semblant al que foren els mandats, no possibles actualment, i els protectorats. La Societat Internacional protegeix o assumeix la tutela d'aquest estat com a mesura cautelar o transitòria en temps de crisi. Va ser el cas de Namíbia fins a 1998.

- Estats sobirans no reconeguts internacionalment. Són estats sobirans i independents però que, en no ser reconeguts per cap altre estat, tenen molt limitada la capacitat d'obrar. La manca de reconeixement pot deure's, bé a una sanció internacional, bé a pressions d'un tercer estat (cas de Taiwan, no reconegut per evitar enfrontaments amb la Xina continental, encara que manté una gran activitat internacional, i fins a 2019, també de l'oposició grega al reconeixement de Macedònia, l'actual Macedònia del Nord), bé per desinterès (cas de Somalilàndia). Un altre cas referent a això van ser els bantustans, únicament reconeguts per Sud-àfrica i rebutjats per la resta de la comunitat internacional.

### Estat fallit
El concepte d'estat fallit és un concepte polèmic que s'utilitza amb freqüència pels comentaristes polítics i periodistes per descriure un estat en què es perceben mancances greus (o fracassos) en algunes de les condicions bàsiques i responsabilitats d'un govern sobirà. Per tal que aquesta definició més precisa, els següents atributs, foren proposats pel Fons per a la Pau, i s'utilitzen sovint per caracteritzar a un estat fallit:
- La pèrdua de control físic del seu territori, o del monopoli de l'ús legítim de la força física dins les seves fronteres,
- Erosió de l'autoritat legítima per prendre decisions col·lectives,
- La incapacitat de proporcionar garanties raonables dels serveis públics, i
- Incapacitat per interaccionar amb altres estats com a membre ple de la comunitat internacional.

Les característiques comunes d'un estat fallit són un govern central feble o ineficaç de manera que té poc control pràctic sobre gran part del seu territori, la no-prestació de serveis públics, la corrupció generalitzada i la delinqüència, els refugiats i el moviment involuntari de les poblacions, i la decadència econòmica aguda.
El nivell de control requerit pel govern per evitar ser considerat un estat fallit varia considerablement entre les diferents autoritats. A més, la declaració que un estat ha "fracassat" és, en general, polèmica i pot portar a importants conseqüències geopolítiques.

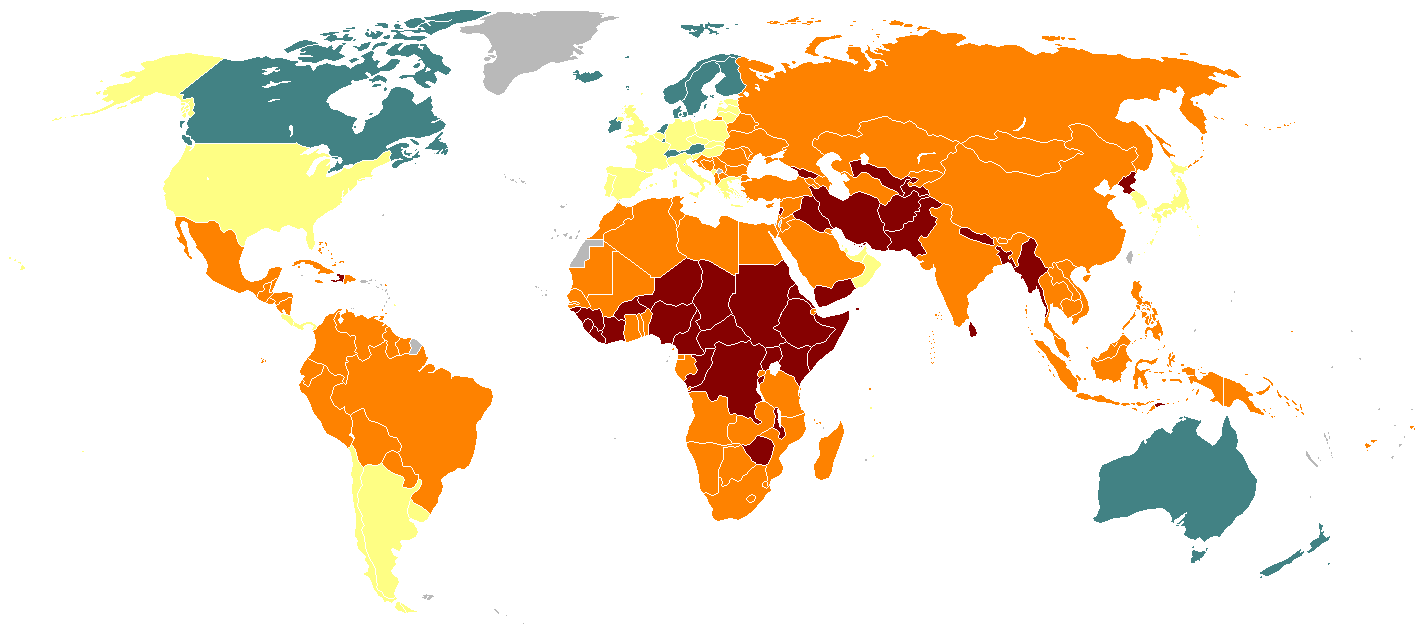
Estats Fallits segons el "Failed States Index 2009" de Foreign Policy
Alerta
Avís
Moderat
Sostenible
Sense informació/Territori dependent

Des de 2005, el Think tank dels Estats Units, el Fons per a la Pau i la revista Foreign Policy, publiquen un índex anual anomenat Índex d'estats fallits. La llista només avalua els estats sobirans (determinada per la pertinença a les Nacions Unides.)
L'any 2009 177 països van ser inclosos en la llista, de les quals 38 van ser classificats com en "alerta", 93 com "avís", 33 com "moderat", 13 com "sostenible". A continuació us indiquem els pitjors 20 estats (el canvi de posició respecte al 2008 s'indica entre parèntesis).
| 1. Somàlia (0) · 2. Zimbàbue (+1) · 3. Sudan (-1) · 4. Txad (0) · 5. R.D. del Congo (+1) · 6. Iraq (-1) · 7. Afganistan (0) · 8. República Centreafricana (+2) · 9. Guinea (+2) · 10. Pakistan (-1) · | 11. Costa d'Ivori (-3) · 12. Haití (+2) · 13. Burma (0) · 14. Kenya (+12) · 15. Nigèria (+3) · 16. Etiòpia (0) · 17. Corea del Nord (-2) · 18. Iemen (+3) · 19. Bangladesh (-7) · 20. Timor Oriental (+5) |

## Història dels estats

### Origen de l'estat
Sociòlegs i antropòlegs han mirat de resseguir l’origen dels estats i tot i no haver trobat cap resposta definitiva, s'ha emès diverses hipòtesis que en el seu conjunt, ja són una resposta definitiva.

#### Funcionalisme
La primera l’aporta el funcionalisme, principalment surt dels treballs del sociòleg francès Émiles Durkheim (1858-1917). La formació de l'estat s'explicaria per la divisió del treball pròpia a tot sistema capitalista i que s'instaura al Neolític amb la vida agrícola i sedentària. L’antropologia hi afegeix la demografia. És a dir, el mode de vida sedentari multiplica obligatòriament el nombre d'habitants del poblet que aviat deixa de tenir aspecte de poble i dona aspecte de ciutat. Dins seu les dinàmiques de la tribu ja no poden ser tot del tot incloses perquè generen fricció social. La tribu és l’origen de l'herència i aquesta neix amb el sedentarisme. Com més augmenta el nombre d’habitants, més difícil és garantir l’herència a patir d’un parentesc comú perquè la població és demogràficament massa gran i la propietat s'ha d'anar privatitzant més i més.
A les tribus, la propietat era de tothom i de ningú més que el cap de la tribu. Si tenim una població de 30.000 habitants en una ciutat, difícilment podrem deixar la propietat en mans d’un únic parent. A més a més, el lligam amb el pare inicial deixa de fer sentit i hom organitza la seva vida a l'entorn d’una família nuclear, estreta i petita, desconnectada del parent originari. Per tant, el reconeixement passa a les categories socials, que són el fruït de la divisió mateixa del treball.

#### Marxisme i antropologia
La segona explicació per a l’origen de l'estat prové de Karl Marx. Els seus treballs són de gran utilitat però cal descartar-ne tot el contingut de l'ens malèvol que voldria oprimir la classe treballadora atès que l'estat no és fruït de cap manipulació volguda per part d’unes elits dominants. Tanmateix, el treball de Marx ens permet apropar-nos als motius del desenvolupament d'aquest estat. És a dir, si l'estat sorgeix de la divisió del treball, la demografia i la impossibilitat de mantenir el model de tribu, hi ha d’haver algun interès en desenvolupar-lo i l'antropologia combinada amb el corrent marxista n’aclareixen els punts.
Així l'estat és per als treballs marxistes una superestructura sobre la qual rau un ordre determinat i expressat en mode d’institucions. Les institucions es regeixen mitjançant un aparell d'estat, és a dir, l’administració o burocràcia. Aquesta és jeràrquica. L'antropologia ens ensenya que l’ésser humà és per definició dominant i egoista. Es mou si treu beneficis en una dinàmica de cost-profit. Coopera quan li convé. La divisió del treball s'acaba formant a còpia d'aquest cost-profit. Dit altrament, qui treballa per l’administració, ho fa perquè en treu profit, no pas per benevolència. La necessitat de dominar, pròpia a l’ésser humà, porta uns membres de l’administració a manar sobre uns altres i així successivament. Es forma una burocràcia jerarquitzada.
Un fet així provoca la creació de classes antagòniques. Com més es puja, més poder patrimonial s'associa al càrrec. Com més es baixa, menys poder patrimonial s'associa al càrrec. És en aquest àmbit quan sorgeix allò que Marx anomena el producte de la classe dominant. L'estat s'organitza de tal forma que es treballi en profit dels més dominants.
Democràcia animal: cal saber relativitzar aquesta inherència de l'ésser humà a dominar i ser egoista. En efecte, hi ha comportaments democràtics al món animal. S'ha trobat processos de decisió democràtics entre bandes de peixos, ocells, bisons, cavalls o cérvols. Fins i tot en grups d'animals que funcionen pròpiament mitjançant una estricta jerarquització com els babuïns s'hi ha trobat comportaments democràtics. D'aquesta forma també s'ha trobat societats humanes que s'organitzen més democràticament com els celtes i les seves reunions a l'opidium.

#### Culturalisme i sociologia
El corrent culturalista, força representat pel noruec Stein Rokkan, aporta a aquestes dues explicacions sobre l’origen de l'estat, el component que fa moure la superestructura. L'estat sorgiria quan la religió ha deixat de tenir prou força per cohesionar el grup i es torna necessari un aparell administratiu que instauri i faci respectar unes regles que evitin la fricció entre la població mateixa. D’aquí la definició clàssica que l'estat és el detentor legítim de la violència.
L’antropologia ens tornaria a dirigir cap a la demografia alhora que el funcionalisme ens parlaria del rol central de la divisió del treball perquè això es produeixi d'aquesta manera. El sociòleg Immanuel Walerstein afegeix que l'estat hauria d’haver sorgit de ben segur davant l'economia de mercat perquè amb l’intercanvi de béns i serveis cal algun àrbitre. És a dir, la religió ja no pot fer funció de cohesió i cal un tercer, l'estat, que aporta l'element arbitral.
Per aquest motiu l’historiador estatunidenc Charles Tilly troba que la gènesi de l'estat és la guerra. L'estat hi seria perquè hi ha fricció social i cal una gestió comuna dels problemes que genera l’intercanvi de béns i serveis. És llavors que neix la política. Així segons Norbert Elias, l'estat acumula inicialment la legitimitat de la violència per fer respectar l’ordre, i els tributs per fer funcionar aquesta policia. L’una sense l’altra no s'explica. De resultes d'això, l'estat “civilitzaria” la població, és a dir, la tornaria més dòcil en un principi de benefici comú.

## Reconeixement internacional d'un estat

### La sobirania des de la Pau de Westfàlia
Amb la signatura de la Pau de Westfàlia l'any 1648 es va imposar el concepte d'estat nació, basat en la plena sobirania de cada estat sobre territori propi. És a dir, la sobirania resideix en poder exercir les funcions d'estat en territori propi i amb independència, sense cap mena d'influència de qualsevol altre estat més. Aquest principi regeix el sistema internacional fins avui.
Però, això no obstant, al segle xix la sobirania s'entén d'una altra manera. El concepte es nodreix d'un "estàndard de civilització" amb què rutinàriament es pretén designar com a sobirà aquell que gaudeixi d'una societat organitzada, en realitat industrialitzada, i per tant, civilitzada. Aquesta idea sobre què és la sobirania va fonamentar els criteri amb què els pobles podien o no accedir a tenir sobirania en termes de la Pau de Westfàlia. És un discurs propi d'època, d'imperialisme a cop de força i d'evolucionisme utilitzat amb finalitats gens ètiques. Per això mateix Lassa Oppenheim vol apuntar que "potser no existeix cap concepció política tant controvertida" com la sobirania. És "un fet indiscutible", apunta, "que aquesta concepció, des que s'introdueix a les ciències polítiques fins avui dia, mai no ha tingut un significat acceptat universalment". En aquest sentit H. V. Evatt, membre del Tribunal Suprem d'Austràlia, remarca que "la sobirania no és tampoc una qüestió de fet, ni una qüestió de llei, sinó més aviat una qüestió que ni tan sols es planteja".
Després del segle xix, la sobirania com a concepte assumeix un significat diferent gràcies al desenvolupament del principi de dret a autodeterminació, així com degut a les protestes fetes contra les amenaces o l'ús de la força, ius cogens, en dret internacional contemporani. La Carta de les Nacions Unides, l'Esborrany de la Declaració dels Drets i dels Deures dels Estats, i els estatuts d'organitzacions internacionals regionals variades, expressen que tots els estats són iguals jurídicament i que per això mateix gaudeixen dels mateixos drets, són subjectes als mateixos deures, sota el criteri de subordinació al dret internacional. Així doncs és reconeix àmpliament el dret de les nacions a determinar el seu propi sistema polític i la forma d'exercir la seva sobirania permanentment dins els límits del dret internacional.
Per a les ciències polítiques la sobirania es defineix normalment com l'atribut més bàsic de l'estat, amb què completa la seva autosuficiència, dins el marc d'un territori determinat on hi exerceix la seva supremacia política, amb independència dels altres estats forans.
El sistema de sobirania estatal que fou establert a la Pau de Westfàlia, segons Bryan Turner, va suposar "una separació de facto, si fa no fa, però clara, entre religió i estat, tot reconeixent d'aquest forma el dret dels prínceps a 'confessar' l'estat, és a dir, a determinar l'afiliació que ha d'exercir amb la religió, segons el principi pragmàtic de ciuius regio, eius religio".
Aquest model de sobirania estatal ha estat qüestionat posteriorment. Es qüestiona que sigui un sistema imposat pel colonialisme occidental. La idea de subordinar la religió a la política ha causat problemes considerables al món islàmic perquè els conceptes com ara "separació entre religió i estat" o "consciència individual" no s'hi reconeixen generalment com a part del sistema social.
Col·loquialment, els termes "país", "nació" i "estat" es fan servir d'habitud com a sinònims, tot i que són tècnicament conceptes diferents:
- País és una regió definida per elements per fronteres polítiques
- Nació és un espai poblat per una comunitat que considera que comparteix uns costums, unes religions, unes llengües, uns orígens o una història comuna
- estat és el conjunt d'institucions del govern amb què exerceix sobirania sobre un territori denominat i la població que hi jau

### Concepte de reconeixement
El reconeixement és un acte discrecional que emana de la predisposició dels subjectes preexistents. Aquest acte té efectes jurídics, sent considerats tots dos subjectes internacionals, el reconeixedor i el reconegut, d'igual a igual lloc que es crea un vincle entre els dos. Avui dia la doctrina acceptada per al reconeixement dels Estats és la doctrina Estrada, pragmàtica mentre un subjecte no sigui molest per a la societat internacional no va a tenir dificultat per ser reconegut. S'entén que si un subjecte reconeix a un altre es va a produir contactes entre tots dos, per la qual cosa al moment que s'inicien els tràmits per a l'establiment de relacions diplomàtiques se suposa que existeix un reconeixement internacional mutu. No obstant això, la ruptura d'aquestes relacions diplomàtiques no suposa la pèrdua del reconeixement. Igualment, una simple declaració formal també és vàlida per reconèixer a un altre Estat malgrat no iniciar relacions diplomàtiques.

#### Teoria constitutiva
Entre l'1 d'octubre de 1814 al 9 de juny de 1815 se celebrà el Congrés de Viena, conferència entre ambaixadors de les majors potències d'Europa amb el propòsit de redibuixar el mapa polític del continent després de la derrota napoleònica. En l'acta final d'aquest només es reconeixen trenta-nou estats sobirans en el sistema diplomàtic europeu, establint-se, de manera ferma, que els futurs estats nous haurien d'ésser reconeguts per altres estats, la qual cosa significava, en la pràctica, el reconeixement d'aquests per part d'una o més de les grans potències.
La teoria constitutiva es va desenvolupar al segle xix per definir el que és i no és un estat. Amb aquesta teoria, l'obligació d'obeir el dret internacional depèn del reconeixement d'un nou estat per part d'altres estats. A causa d'això, els nous estats no poden, immediatament, formar part de la comunitat internacional o quedar obligats pel dret internacional i els estats ja reconeguts no es veuen obligats a respectar el dret internacional en les seves relacions amb ells.
Una de les principals crítiques d'aquesta norma és la confusió causada quan alguns estats reconeixen una nova entitat mentre que altres no ho fan, situació que la teoria no desenvolupa. Hersch Lauterpacht, un dels principals defensors de la teoria, va suggerir que és deure de l'estat garantir la concessió del reconeixement com a possible solució. No obstant això, un estat pot utilitzar qualsevol criteri per jutjar si s'ha de donar el reconeixement o no d'un nou estat, i no tenen cap obligació entorn dels criteris a emprar. Molts estats només tendeixen a reconèixer un estat nou si és per a benefici propi.
En tot cas, segons el Dret internacional, la mera proclamació d'un Estat independent ja converteix en Estat i, per tant, en subjecte del Dret internacional., independentment del fet que altres estats el reconeguin o no; així i tot, en la pràctica, el reconeixement internacional és políticament vital per als estats naixents.

#### Teoria declarativa
Un dels criteris més comunament citat per les micronacions pel que fa a la dificultat per aconseguir el reconeixement internacional és la Convenció de Montevideo (convenció sobre drets i deures dels estats), un tractat internacional signat a Montevideo (Uruguai), el 26 de desembre de 1933, en el marc de la Setena Conferència Internacional dels Estats Americans. Aquesta convenció va ser signada pels Estats Units, Hondures, El Salvador, República Dominicana, Haití, Argentina, Veneçuela, Uruguai, Paraguai, Mèxic, Panamà, Bolívia, Guatemala, el Brasil, l'Equador, Nicaragua, Colòmbia, Xile, el Perú i Cuba, però no ha rebut mai el consens internacional.
La Convenció de Montevideo compta quatre condicions que ha de complir una entitat per tal de convertir-se en estat: 
- Una població permanent
- Territori definit
- Govern
- La capacitat d'establir relacions amb altres estats

#### Estatsde factoide iure
La majoria dels estats sobirans són estats de iure i de facto (és a dir, que existeixen tant jurídicament com en la realitat). No obstant això, a vegades els estats només existeixen com a estats de dret; en aquest cas, es reconeix una entitat com a sobirana i dotada de governació legítima d'un territori sobre el qual no té cap control real. Molts estats de l'Europa continental mantingueren governs a l'exili durant la Segona Guerra Mundial, els quals continuaren mantenint relacions diplomàtiques amb els aliats, tot i que els seus països estaven sota l'ocupació nazi.
Altres estats poden tenir la sobirania sobre un territori, però no tenir reconeixement internacional, fet que els converteix en estats de fet però no de dret. Somàlia i Taiwan són dos exemples d'aquest fet.

## Estats del món
Hi ha 206 estats sobirans al món, entre aquests n'hi ha 194 que gaudeixen d'un ampli reconeixement internacional, que són els 193 estats membres de l'Organització de les Nacions Unides (ONU) i la Ciutat del Vaticà.
A més hi ha 12 estats que tot i no tenir un reconeixement internacional general ni ser membres de les Nacions Unides, poden ser considerats com a estats sobirans segons la Convenció de Montevideo: 
- Abkhàzia. Només reconegut per 5 membres de l'ONU: Rússia, Nicaragua, Veneçuela, Nauru, i Tuvalu; també reconegut per Alt Karabakh, Ossètia del Sud, i Transnístria. Independent de facto, el seu territori és reclamat per Geòrgia.
- Alt Karabakh.[20] No reconegut per cap estat membre de l'ONU; només reconegut per Abkhàzia, Ossètia del Sud, i Transnístria. Independent de facto, el seu territori és reclamat per Azerbaidjan.
- Illes Cook,[21] independent però associat a Nova Zelanda.
- Kosovo. Reconegut per 107 membres de l'ONU; també reconegut per la República de la Xina. Independent de facto, el seu territori és reclamat per Sèrbia.
- Niue,[21] independent però associat a Nova Zelanda.
- Ossètia del Sud. Només reconegut per 5 membres de l'ONU: Rússia, Nicaragua, Veneçuela, Nauru, i Tuvalu; també reconegut per Abkhàzia, Alt Karabakh, i Transnístria. Independent de facto, el seu territori és reclamat per Geòrgia.
- Palestina. Reconegut per 134 membres de l'ONU; també reconegut per la Ciutat del Vaticà i República Àrab Sahrauí Democràtica. Amb la major part del territori reclamat controlat per Israel.
- República Àrab Sahrauí Democràtica, també coneguda com a Sàhara Occidental. Reconegut per 45 membres de l'ONU. Amb la major part del territori reclamat sota ocupació militar del Marroc.
- República Turca de Xipre del Nord. Només reconegut per Turquia. Independent de facto, el seu territori és reclamat per la República de Xipre.
- República de la Xina, també coneguda com a Taiwan. Reconegut per 21 membres de l'ONU i la Ciutat del Vaticà. Independent de facto, el seu territori és reclamat per la República Popular Xina.
- Somalilàndia. No reconegut per cap altre estat. Independent de facto, el seu territori formaria part de Somàlia segons l'ONU.
- i Transnístria. No reconegut per cap estat membre de l'ONU; només reconegut per Abkhàzia, Alt Karabakh, i Ossètia del Sud. Independent de facto, el seu territori és reclamat per Moldàvia.